# Masasteron mas
Masasteron mas är en spindelart som först beskrevs av Rudy Jocqué 1991.  Masasteron mas ingår i släktet Masasteron och familjen Zodariidae. Inga underarter finns listade i Catalogue of Life.